# شهرستان کامینا گورا
شهرستان کامیننا گورا (به لهستانی: Powiat Kamienna Góra) یک شهرستان در لهستان است که در استان سیلزی سفلی واقع شده‌است. شهرستان کامیننا گورا ۳۹۶٫۱۳ کیلومتر مربع مساحت و ۴۶٬۴۷۰ نفر جمعیت دارد.